# Rotonde ferroviaire de Montluçon
La rotonde ferroviaire de Montluçon est une rotonde ferroviaire située en France à proximité de la gare ferroviaire de Montluçon, dans le département de l'Allier en région Auvergne.

## Historique
Après la mise en service de la gare de Montluçon en 1859, l'ouverture de nouvelles lignes  nécessite la création d'un dépôt de locomotives
Opérationnelle en 1880, la rotonde d'alors est prévue pour 16 machines. Elle sera agrandie en 1957 pour recevoir jusqu'à 38 machines.
La rotonde de Montluçon présentait un plan assez singulier puisqu'au fil des reconfigurations elle réunissait deux bâtiment semi-circulaires sur un plan ovale ouvert en C, destinés d'un côté au remisage des locomotives à vapeur et de l'autre à celui des autorails : l'ensemble était desservie par deux ponts-tournants, dont l'un des deux présentait la particularité d'être un grand pont secteur de 23m, configuration unique en son genre.
L'arrêt de la traction vapeur, puis la diminution du trafic aboutit à la démolition de la plus grande partie de l'édifice en octobre 1975 (sur les 43 stalles, 11 seulement furent conservées).
La fin de l'activité du dépôt intervient en décembre 2010.
Ce monument fait l’objet d’une inscription au titre des monuments historiques depuis le 2 mars 2011.